# Constitution de la république du Congo
Cet article possède un paronyme, voir Constitution de la république démocratique du Congo.
La Constitution de la République du Congo peut designer :
- les lois constitutionnelles du Congo de 1959, adoptée par référendum le 20 février 1959 (première constitution du Congo avant l'indépendance en 1960) ;
- la Constitution de la République du Congo de 1961, adoptée le 2 mars 1961 ;
- la Constitution de la République du Congo de 1963, adoptée le 8 décembre 1963 ;
- la Constitution de la République populaire du Congo de 1973, adoptée par référendum le 24 juin 1973 ;
- la Constitution de la République populaire du Congo de 1979, adoptée par référendum le 8 juillet 1979 ;
- la Constitution de la République du Congo de 1992, adoptée par référendum le 15 mars 1992[1] ;
- la Constitution de la République du Congo de 2002, en vigueur de 2002 à 2015[2] ;
- la Constitution de la République du Congo de 2015, adoptée par référendum le 25 octobre 2015 et entrée en vigueur le 6 novembre de la même année.

## Sources